# Білоусов Іван Фірсович
Іван Фірсович Білоусов (Бєлоусов) (нар. 15 серпня 1933 — ?) — український радянський діяч, шахтар, бригадир комплексної бригади очисного вибою шахти № 1-2 імені Свердлова тресту «Свердловвугілля» Луганської області. Депутат Верховної Ради УРСР 5-го скликання.

## Біографія
Закінчив школу. Трудову діяльність розпочав на шахтах Луганської області.
Із середини 1950-х років — бригадир комплексної бригади очисного вибою шахти № 1-2 імені Свердлова тресту «Свердловвугілля» Луганської області. Запровадив багатоциклічний графік роботи у вибоях. Бригада Білоусова стала першою бригадою комуністичної праці у місті Свердловську Луганської області. На початку 1959 року бригада Білоусова взяла на себе соціалістичні зобов'язання виконати семирічку за п'ять років і видобути за цей час 82 тисячі тонн антрациту понад план.
Член КПРС з 1959 року.
Потім — на пенсії у місті Свердловську (Довжанську) Луганської області.

## Нагороди
- ордени
- медалі